# Дрозд, Валентин Петрович
Валентин Петрович Дрозд (бел. Валянцін Пятровіч Дрозд; 3 (16) сентября 1906 — 29 января 1943) — советский военачальник, вице-адмирал (16.09.1941).

## Биография
Родился в 1906 году в городе Буда-Кошелёво Могилёвской губернии.
Участник гражданской войны в Испании, советник при командующем флотилией республиканского флота.
С 28 мая 1938 года был врид командующего (в звании капитана 1-го ранга), а затем утверждён в должности командующего Северным флотом.
С 1940 года — начальник Черноморского высшего военно-морского училища.
В начале Великой Отечественной войны служил в должности командира отряда лёгких сил, позже эскадры кораблей Балтийского флота. В 1941 году руководил боевыми действиями кораблей в Ирбенском проливе, обороне Моонзунда.
В конце августа 1941 года руководил отрядом главных сил при эвакуации Балтийского флота из Таллина в Кронштадт. К месту назначения из Таллина в Кронштадт прибыло 112 боевых кораблей, 23 транспортных и вспомогательных судна.
Участник эвакуации с полуострова Ханко и обороны Ленинграда.
29 января 1943 года вице-адмирал Дрозд погиб во время артиллерийского обстрела на ледовой трассе из Ленинграда в Кронштадт: его автомобиль провалился под лёд, и адмирал утонул. Похоронен в Александро-Невской лавре в Санкт-Петербурге.

## Воинские звания
- Капитан 3-го ранга
- Капитан 1-го ранга (04.11.1937; минуя капитан 2-го ранга, однако в республиканской Испании состоял в равном звании capitano di fregata).

Могила Дрозда на Казачьем кладбище Александро-Невской лавры Санкт-Петербурга.

- Контр-адмирал (04.06.1940)
- Вице-адмирал (16.09.1941)

## Награды
- Орден Ленина (22.10.1937)
- Два ордена Красного знамени (3.01.1937, 17.01.1942)

## Память
Ещё в годы войны его именем был назван эсминец проекта 7У. После войны его имя носил большой противолодочный корабль проекта 1134.
В Буда-Кошелёво его именем названа улица, установлен памятник.